# Polygala echinosperma
Polygala echinosperma är en jungfrulinsväxtart som beskrevs av Görts. Polygala echinosperma ingår i släktet jungfrulinssläktet, och familjen jungfrulinsväxter. Inga underarter finns listade i Catalogue of Life.